# Heikki Tuominen (sångare)
Heikki Ilmari Tuominen, född 10 juli 1898 i Heinola, död 1 mars 1946 i Helsingfors, var en finländsk sångare och skådespelare. 
Tuominen arbetade ursprungligen som metallsvarvare och stred under finska inbördeskriget för röda gardet. Efter att sårats i strid, tillfångatogs han av de vita och dömdes till fängelse för landsförräderi. Efter frigivningen anslöt han sig till Koiton näyttämö och uppträdde som operettsångare vid bland annat Kansan Näyttämö. Vid operorna var han främst sysselsatt med regi- och repertoararbeten. Tuominen var en av de artister som på 1930-talet ingick i kretsen av konstnärer som umgicks på artistcaféet Bronda i Helsingfors. Under andra världskriget var han skådespelare och regissör vid stadsteatern i Viborg.
Tuominen gifte sig den 28 oktober 1930 med operasångerskan Hanna Granfelt. Kort efter giftermålet gjorde makarna en turné till New York och planerade att konsertera runtom i USA, men redan i Florida drabbades hustrun av sjukdom. Äktenskapet med Hanna Granfelt upplöstes 1942.
Åren 1929–1932 gjorde Tuominen 64 skivinspelningar med sånger av bland andra J. Alfred Tanner, Oskar Nyström och Reino Palmroth. Åren 1930–1931 gjorde han inspelningar i USA tillsammans med Antti Kosolas orkester.

## Skivinspelningar
| Datum           | Sånger | Ackompanjemang         |
| --------------- | --- | ---------------------- |
| 3 juni 1929     | Kantarella ja Jimmy Kiperä polkka Kirje päiväntasaajalta Maalaistytön tulo Helsinkiin Tattari Merimiehen valssi Pirkkalan piika                                                                             | okänd orkester         |
| 4 juni 1929     | Viimeinen valssi Maalaistytön olo Helsingissä Ramona | Odeons studioorkester  |
| 8 juni 1929     | Kevät on tullut Kieltolakilaulu Tuletko tyttö tanssiin Meripojan tervehdys | okänd orkester         |
| 18 oktober 1929 | Kaipuu Uusi ajuri Kukkuu kukkuu Kulkijan Unelma Mutapellon Matti ja muaottelu | Salonkiorkesteri       |
| 19 oktober 1929 | Haitarivalssi Tiira Komppanian kokki Naiskonduktööri | okänd orkester         |
| 1929            | Espanjatar Kalle Aaltonen Kekkerit Mäkelän kanatarhassa Uskoton ja petollinen Julia Tilta Tuohimaa Priki Efrosiina                                                                                          | okänd orkester         |
| 1930            | Vanhanpojan onni Marusja Lumpeenkukka Elina Lohdutus Jos tietäisit Illan tullen Et ymmärtänyt minua Suviyö Luostarin vanki Neidon mieli Tukkilaisvalssi                                                     | okänd orkester         |
| 1930            | Erimiesten valssi Eukko Noa (tillsammans med Kurt Londén) Helsingin messuilla Iitin Tiltu Kylän raitilla Minun tyttöni Vanhanpiian valssi Merimiehen heila Vilho ja Bertta Marjamatka Madalena Töllin tyttö | Melody Boys            |
| 10 mars 1931    | Särkyneet toiveet | Antti Kosolas orkester |
| 1931            | Donin tyttö Hae pois vaan sormukses Oi Donna Klara Havaijin kuningatar Mua millä muistat miellä | Antti Kosolas orkester |
| 1932            | Ikuinen kaipaus Tyttöni on myyjätär Tshing tshang Terijoki Nautilus Rakkautta hiukan | Amarillo               |

## Filmografi
- Suursalon häät, 1924
- Taistelu Heikkilän talosta, 1936
- Pohjalaisia, 1936
- Ja alla oli tulinen järvi, 1937